# Mazabuka

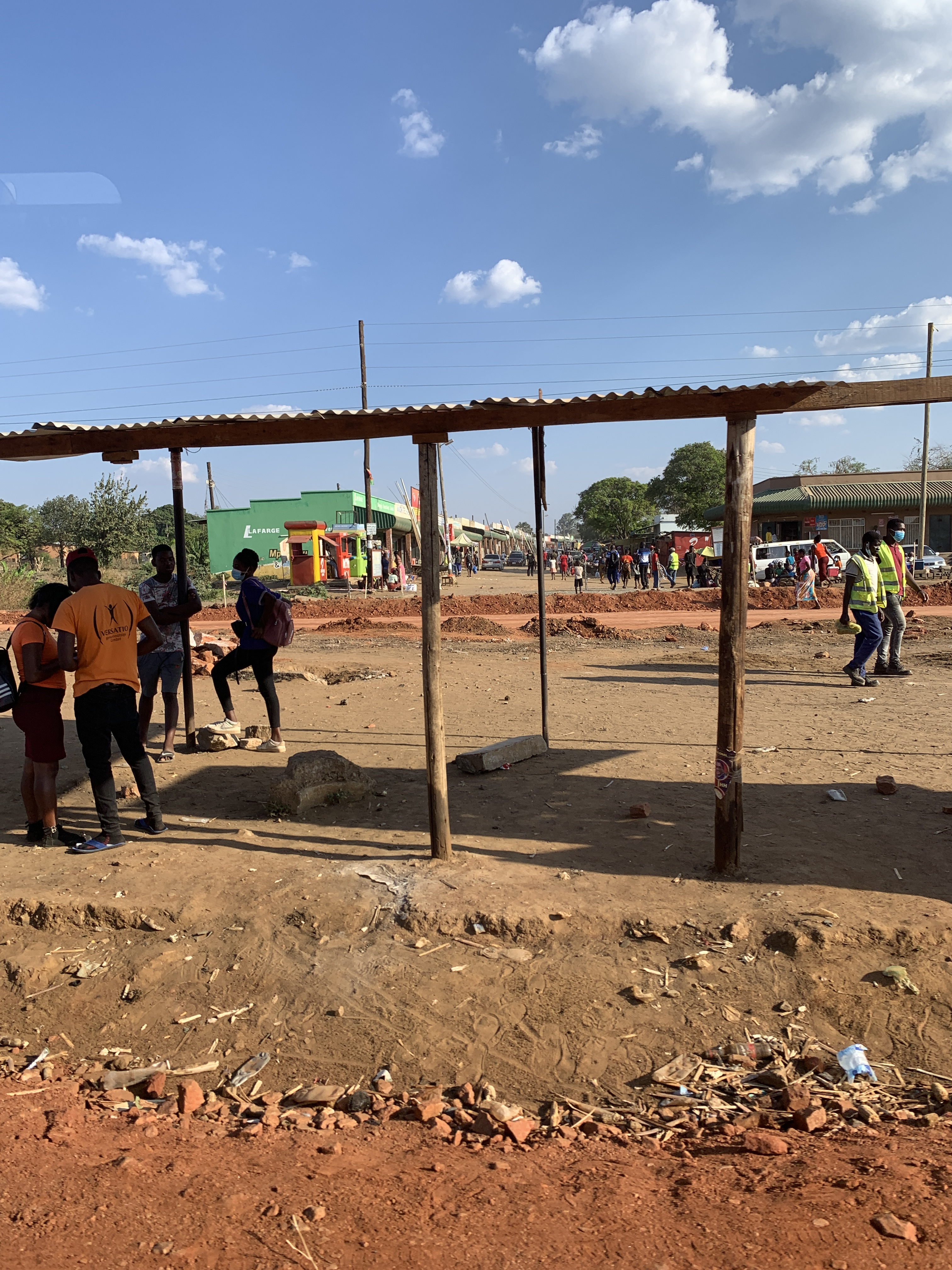
Mazabuka

Mazabuka é uma cidade e um distrito da Zâmbia, localizados na província Sul.